# Castello Borgia (Trasimeno)
Il castello Borgia, o Borgia Sulpizi, o di Belvedere, o villa Miralago, è situato su un colle boscoso nel territorio comunale di Passignano sul Trasimeno, circondato da un parco di nove ettari con alberi secolari. Appartenuto a un ramo dei Borgia (per via femminile), i Sulpizi Mandolini, fu trasformato in residenza signorile alla fine del Settecento ampliando una grande torre medievale di fondazione militare. Lo si raggiunge attraverso un lungo viale alberato. Negli anni venti del Novecento i proprietari di quel periodo lo denominavano villa Miralago o castello di Belvedere, ma per gli abitanti del luogo era sempre il castello Borgia e così tuttora.

## Storia
Il castello è costituito da un massiccio corpo centrale, in cotto e pietra, protetto da una snella torre cilindrica e da due più bassi torrioni quadrangolari. Un'ampia corte neorinascimentale ingentilisce il complesso ed evidenzia una monumentale scalea che conduce all'interno. Questo è composto da molte stanze caratterizzate da archi e volte a cassettoni, tra cui il salone di rappresentanza con pavimentazione in mattoni d'epoca e un pregevole camino con stemmi. Il piano nobile è decorato da affreschi, arredato con mobilia originale, interessanti arazzi e dipinti, lampadari in legno e ferro battuto. Dai terrazzini delle torri si estende la veduta del Trasimeno con, di fronte, l'isola Polvese, fino al promontorio di Castiglione del Lago.
I primi edifici castellani, di origine medievale, erano composti da una torre e da minori costruzioni (anche un mulino) aventi un chiaro significato militare e di avvistamento sul lago, considerando il vicino confine dello Stato Pontificio con il Granducato di Toscana. La struttura veniva soprattutto impiegata quale avanguardia per gli eserciti.
 Nel Cinquecento i nipoti di Ippolita Borgia, primogenita di Isabella Pizzabernani e di Girolamo, figlio naturale di Cesare, vissuto a Ferrara nella corte della zia Lucrezia, acquisirono la tenuta, provenienti da Velletri, dando vita a un vero e proprio castello.
La famiglia, detta Borgia dei Sulpizi, aggiunse nel Seicento al proprio patronimico quello dei Meniconi, allorché Tiberio, ultimo rappresentante di tale progenie perugina, nominò erede universale del suo ingente patrimonio Ippolito, discendente per via femminile dal duca Valentino. Dopo circa un secolo, Camillo Borgia Sulpizi Meniconi venne affiliato dalla congiunta Colomba, coniugata Mandolini, che gli lasciò beni e cognome maritali. I Borgia Sulpizi Mandolini risiedevano soprattutto a Perugia nel palazzo gentilizio ubicato nella medievale via della Cupa: il castello con vista sul Trasimeno era utilizzato come residenza estiva, come il palazzetto presso la chiesa di Mongiovino.
Alla fine del secolo XVIII, i Borgia Mandolini, a cui il Papa aveva concesso il rango comitale, ristrutturarono il maniero lacustre secondo lo stile architettonico diffuso in quel periodo, dandogli un'impronta un po' eclettica, in cui predominava l'elemento neogotico che ancora oggi si può notare.
L'ultimo esponente dei Borgia Sulpizi Mandolini fu Tiberio che lasciò nella cappella del castello un ex voto per ringraziare la Madonna di averlo salvato da un sicuro annegamento nel lago. La rocca fu dunque ceduta ai marchesi fiorentini Massini Nicolai che decisero di ampliarla seguendo il gusto medievale toscano.
Nel 1933 il marchese Filippo Massini Nicolai vendette il castello con il resto della proprietà intorno al lago all'industriale Ottavio Palombaro. La proprietà fu confiscata dai nazisti, poi dagli alleati. e restituita alla famiglia Palombaro al termine del conflitto.
Il luogo di sepoltura dei Borgia Sulpizi era nella cripta del santuario della Madonna di Mongiovino, presso Panicale, unitamente ad alcuni membri dell'insigne famiglia perugina Arcipreti della Penna.
Lo stemma dei Borgia Sulpizi era così illustrato:
Lo scrittore anglo-toscano Giorgio Harold Stuart, per un certo periodo amministratore dei Palombaro, racconta in un libro una singolare vicenda di tipo esoterico-soprannaturale da lui vissuta nel castello e nel monastero olivetano dell'isola Polvese.